# Ohlman
Ohlman es una villa ubicada en el condado de Montgomery en el estado estadounidense de Illinois. En el Censo de 2010 tenía una población de 135 habitantes y una densidad poblacional de 135,39 personas por km².

## Geografía
Ohlman se encuentra ubicada en las coordenadas 39°20′36″N 89°13′9″O / 39.34333, -89.21917. Según la Oficina del Censo de los Estados Unidos, Ohlman tiene una superficie total de 1 km², de la cual 1 km² corresponden a tierra firme y (0%) 0 km² es agua.

## Demografía
Según el censo de 2010, había 135 personas residiendo en Ohlman. La densidad de población era de 135,39 hab./km². De los 135 habitantes, Ohlman estaba compuesto por el 98.52% blancos, el 0% eran afroamericanos, el 0.74% eran amerindios, el 0% eran asiáticos, el 0% eran isleños del Pacífico, el 0% eran de otras razas y el 0.74% pertenecían a dos o más razas. Del total de la población el 0% eran hispanos o latinos de cualquier raza.